# Радциг, Сергей Иванович
Серге́й Ива́нович Ра́дциг (5 (17) мая 1882 года, Москва — 4 октября 1968 года, там же) — российский и советский филолог-классик, переводчик, литературовед. Доктор филологических наук, профессор МГУ (с 1936).

## Биография
Родился в Москве в семье присяжного поверенного, потомка австрийских немцев-эмигрантов, умершего, когда Сергею было всего четыре года. Дед Антон-Карл Радциг (1819—1887) был управляющим делами фабриканта Нечаева-Мальцова. Младший брат историка Николая Радцига (1881—1957).
Окончил 1-ю Московскую гимназию (с золотой медалью) и историко-филологический факультет Московского университета (1904). Был рекомендован своим научным руководителем профессором А. В. Никитским для подготовки к профессорскому званию. С 1905 года преподавал древние языки и вёл практические занятия по античной литературе на Московских высших женских курсах. Во время Первой мировой войны призван на военную службу рядовым и назначен караульным в комендантскую роту Пречистенской части. Демобилизован после Февральской революции.
В 1918—1930 годах читал курсы сначала античной, а затем западноевропейской литературы в Ярославском педагогическом институте (до 1924 года — Ярославском государственном университете). Не имея возможности работать по основной профессии филолога-классика, в 1931—1934 годы водил экскурсии в Музее изобразительных искусств. В 1934 году приглашён С. И. Соболевским и М. М. Покровским на кафедру классической филологии МИФЛИ (в МГУ с 1941 года), где преподавал почти до самой смерти, читая на общем отделении филологического факультета курс античной литературы, а на отделении классической филологии — греческих трагиков. В 1936 году получил степень доктора наук без защиты диссертации. Сотрудник секции античной литературы при ИМЛИ (1938—1949). В 1942—1949 годах заведовал кафедрой классической филологии МГУ, заменён на Н. Ф. Дератани в связи с жалобами на архаичность методики и пренебрежение «марризмом». Похоронен в Москве на Новодевичьем кладбище.

## Труды
- Античная мифология. — М.- Л., 1939.
- История древнегреческой литературы. — М.: Изд-во АН СССР, 1940.
- Речи Демосфена (перевод). — М.: Изд-во АН СССР, 1954. (Переизд. в 1996 г. в серии «Памятники исторической мысли»).
- Введение в классическую филологию. — М.: Изд-во МГУ, 1965.

Кроме того, совместно с Д. А. Жариновым, Н. М. Никольским и В. Н. Стерлиговым Радциг участвовал в подготовке трёхтомной хрестоматии «Древний мир в памятниках его письменности» (М., 1915; 1916; 1922).

## Статьи
- Радциг С. И. Античное влияние в древнерусской культуре // Вопросы классической филологии. — М.: ИМУ, 1971. С. 3—65